# Fistularia
Fistularia is een geslacht van straalvinnige vissen uit de familie van de fluitbekvissen (Fistulariidae).

## Soorten
- Fistularia commersonii Rüppell, 1838 – Gladde fluitbek
- Fistularia corneta Gilbert & Starks, 1904
- Fistularia petimba Lacépède, 1803 – Geriffelde fluitbek
- Fistularia tabacaria Linnaeus, 1758 – Blauwvlekfluitvis

Niet geaccepteerde soorten:
- Fistularia chinensis Linnaeus, 1766 geaccepteerd als Aulostomus chinensis (Linnaeus, 1766)
- Fistularia comerson Rüppell, 1838 geaccepteerd als Fistularia commersonii Rüppell, 1838
- Fistularia commersoni Rüppell, 1838 geaccepteerd als Fistularia commersonii Rüppell, 1838
- Fistularia depressa Günther, 1880 geaccepteerd als Fistularia commersonii Rüppell, 1838
- Fistularia immaculata Cuvier, 1816 geaccepteerd als Fistularia petimba  Lacepède, 1803
- Fistularia neoboracensis Mitchill, 1815 geaccepteerd als Fistularia tabacaria Linnaeus, 1758
- Fistularia neoeboracensis Mitchill, 1815 geaccepteerd als Fistularia tabacaria Linnaeus, 1758
- Fistularia ocellata Duméril, 1861 geaccepteerd als Fistularia tabacaria Linnaeus, 1758
- Fistularia paradoxa Pallas, 1770 geaccepteerd als Solenostomus paradoxus (Pallas, 1770)
- Fistularia patimba Lacepède, 1803 geaccepteerd als Fistularia petimba Lacepède, 1803
- Fistularia rubra Miranda Ribeiro, 1903 geaccepteerd als Fistularia petimba Lacepède, 1803
- Fistularia serrata Cuvier, 1816 geaccepteerd als Fistularia petimba Lacepède, 1803
- Fistularia starksi Jordan & Seale, 1905 geaccepteerd als Fistularia petimba Lacepède, 1803
- Fistularia villosa Klunzinger, 1871 geaccepteerd als Fistularia petimba Lacepède, 1803